# Kombinat VEB Elektronische Bauelemente Teltow
Das Kombinat VEB Elektronische Bauelemente Teltow (KEBT) war ein Kombinat in der Deutschen Demokratischen Republik (DDR).
Die Betriebe des Kombinats waren Hersteller elektrischer Bauelemente wie Widerstände, Kondensatoren, Kontaktbauelementen, Leiterplatten und Filtern.
Der Kombinatsvorgänger VVB RFT Bauelemente und Vakuumtechnik Berlin, dem das Kombinat ab dessen Gründung 1970 angehörte, wurde 1978 aufgelöst. Das Kombinat übernahm von diesem Zeitpunkt an die Leitungsfunktion.
Zu 90 % wurden die Kombinatserzeugnisse an Betriebe der Kombinate Rundfunk und Fernsehen Staßfurt und Robotron Dresden geliefert. Gegen 1989 betrug das tägliche Produktionsvolumen des Stammbetriebs VEB Elektronische Bauelemente „Carl von Ossietzky“ Teltow und dessen Betriebsteile rund drei Millionen Widerstände, 8000 Oberflächenwellenfilter, eine Million Metallfilter und 600.000 Chipwiderstände.
Das Kombinat unterstand dem Ministerium für Elektrotechnik und Elektronik. Weitere zentral geleitete Kombinate im Zuständigkeitsbereich dieses Ministeriums sind in der Liste von Kombinaten der DDR aufgeführt.
Im Zuge der Wende und der anschließenden Wiedervereinigung wurde das Kombinat 1990 aufgelöst und seine Betriebe wurden privatisiert.

## Zugehörige Betriebe
Zum Kombinat gehörten zuletzt die folgenden Betriebe: 
- VEB Elektronische Bauelemente „Carl von Ossietzky“ Teltow; (Stammbetrieb)
  - Forschungszentrum Elektronik Teltow
  - Forschungszentrum passive Bauelemente
  - Ingenieur- und Projektierungsbüro für passive Bauelemente
  - Werk für elektronische Bauelemente Klötze
- VEB Elektro-Physikalische Werke Neuruppin
- VEB Elektronik Gera
  - Elektronik Lobenstein
- VEB Elektronische Bauelemente Dorfhain
- VEB Fließpreßwerk Scheibenberg (FPS)
- VEB Kondensatorenwerk Freiberg
- VEB Kondensatorenwerk „Wilhelm Pieck“ Görlitz
- VEB Kontaktbauelemente Luckenwalde
- VEB Kontaktbauelemente und Spezialmaschinenbau Gornsdorf (KSG)
- VEB Plastelektronik und Spezialwiderstände Dresden

Der Kombinatsbetrieb VEB Elektronische Bauelemente Ruhla war ab 1982 Teil des Kombinats Mikroelektronik.